# Milan Kopušar
Milan Kopušar, slovenski politik, * 9. december 1960.
Kelemina je bil kot član LDS poslanec 3. državnega zbora Republike Slovenije.